# Speelwark
Speelwark (niederdeutsch für ‚Spielwerk‘) war eine Musikgruppe aus Schleswig-Holstein, die vorwiegend norddeutsche Volksmusik und volkstümliche Musik auf Plattdeutsch, zum Teil auch Standarddeutsch, sang.

## Werdegang
Die Gruppe Speelwark wurde 1984 in Elmshorn gegründet, als sich vier Lehrer der Gesamtschule zwecks gemeinsamer Auftritte bei Familienfeiern formierten. Später gesellten sich zwei Schülerinnen dazu. Der Gruppe gehörten zunächst Claudia Christina Früchtenicht, Annkathrin Hörster, Helmut Johann Hamke, Harald Meier-Spiering, Albrecht von Reibnitz und Jörg Szemkus an. Später verließen einige Mitglieder die Gruppe und neue wurden aufgenommen. Zuletzt gehörten folgende Personen zur Gruppe:
- Johann Helmut Hamke (Moderation, Gesang und Perkussion)
- Stefanie Kock (Gesang)
- Urte Kühl (Geige, Flöte und Keyboard)
- Harald Meier-Spiering (Gitarre und Gesang)
- Jan-Mirko Hamke (Bass, Akkordeon und Perkussion)

Bei Live-Auftritten wirkten ferner Björn-Erik Werner (Akkordeon und Keyboard) mit.
Die Gruppe trat zunächst als Vorgruppe bei einem Konzert von Knut Kiesewetter auf und wurde dadurch bekannt. Sie sang meist plattdeutsche Lieder. Die Kompositionen und Texte stammen überwiegend von den Mitgliedern der Gruppe selbst.
Mit Marie-Kathrein bewarb sich die Gruppe erstmals beim Grand Prix der Volksmusik 1987, konnte jedoch das Finale nicht erreichen. Ebenso erging es Speelwark 1988 mit Wenn Windjammer zieh’n. Beim dritten Anlauf gelang jedoch der Durchbruch: Beim Grand Prix der Volksmusik 1989 holte sich die Gruppe mit Freesland den 9. Platz. Im Folgejahr (1990) war sie mit Freesenkinner erneut erfolgreich (Platz 12) und auch 1994 war Speelwark mit Die Wundergeige vertreten.
Weitere Erfolge hatte Speelwark beim Wettbewerb Lieder so schön wie der Norden 1990, als sie mit Moin, moin den 5. Platz, 1991 mit Am Nordseestrand den 6. Platz, 1992 mit Wolkenstürmer den 11. Platz und 1993 mit Soltwind den 6. Platz belegte. Mit der 2009 erschienenen CD Hallo Tag war Speelwark mit verschiedenen Songs mehrere Wochen lang auf den ersten vorderen Plätzen der Airplay-Charts vertreten.
Speelwark war häufig bei verschiedenen Fernsehveranstaltungen zu sehen. 
Am 18. August 2012 feierte die Gruppe mit vielen Freunden mit dem Open Air „Lieder unter’m Abendhimmel“ in Klein Nordende ihren Abschied. Mit dabei waren Rolf Zuckowski, Peter Petrel, Eddy Winkelmann, Godewind, Blue Note Quartett, Hafennacht e. V., Günter Willumeit, Carlo von Tiedemann, der Spielmannszug Klein Nordende-Lieth und der Chor „Viva la musica“.

## Ehrungen
- Hermann-Löns-Medaille
- Edelweiß 1989

## Diskografie
- Plattdüütsche Leeder 1986
- Vun Land und Lüüd 1988
- Freesenkinner 1990
- Wege gibt es viele 1991
- Wolkenstürmer 1992
- Wiehnachten in Holsteen 1992
- Ein Stück vom Norden – 10 Jahre Speelwark 1994
- Een frische Wind 1996
- Wintertied 1997
- Speelwark – 15 Johr ünner Wulken un Wind 1999
- Land der Horizonte 2003
- Hallo Tag, komm herein 2009

### Titel (Auswahl)
- Wiehnachten in Holsteen 1988
- Wiehnachtsmann sien Werkstatt 1988
- Freesland 1989
- Freesenkinner 1990
- Moin Moin 1990
- Wolkenstürmer 1992
- Am Nordseestrand 1992
- Soltwind 1993
- Die Wundergeige 1994
- Mit dem Fohrrad över’t Land 1994
- Mien Roos 1999
- An der See 2004
- Ein Regenbogen über’m Horizont 2005

Speelwark veröffentlichte mehr als 14 eigene Tonträger.

## Trivia
Seit Juli 1999 gibt es eine gelbe Edelrose, die anlässlich des 15-jährigen Jubiläums der Gruppe auf den Namen ,Speelwark‘ getauft wurde.